# Crestview (Florida)
Crestview város az USA Florida államában, Okaloosa megyében, melynek megyeszékhelye is. Lakosainak száma 27 134 fő (2020. április 1.).

## Népesség
A település népességének változása:

| 2010 | 20 978 |
| 2020 | 27 134 |